# 小行星25541
小行星25541（25541 Greathouse）是一颗绕太阳运转的小行星，为主小行星带小行星。该小行星于1999年12月发现。

## 轨道参数
小行星25541的轨道半长轴为426 244 584 km（2.8492285 UA），离心率为0.197。